# Gonzalo Castro (escritor)
Gonzalo Castro (Buenos Aires, 17 de julio de 1972) es un escritor y cineasta argentino. En el 2008, obtuvo el Premio a la Mejor Dirección en la Competencia Argentina del BAFICI por su primer largometraje, Resfriada. Ha sido traducido al portugués.

## Biografía
Gonzalo Castro nació el 17 de julio de 1972 en la ciudad de Buenos Aires, Argentina.
En el 2004, publicó su primer libro, la novela Hidrografía doméstica, que fue traducido al portugués y publicado en Lisboa por Quetzal Editores.
En el 2008, estrenó su primer largometraje, Resfriada, que obtuvo el Premio a la Mejor Dirección en la Competencia Argentina del BAFICI.
En los años 2009 y 2010, estrenó las películas Cocina e Invernadero. Esta última obtuvo el Premio a la Mejor Dirección en la Competencia Argentina del BAFICI. Ese último año, publicó su segunda novela, Hélice.
En el 2012, Castro estrenó su cuarto largometraje, Dioramas. En el 2017, publicó su tercera novela, Peso estructural.
En el 2022, estrenó su quinta película, La escuela del bosque.

## Obra

### Novela
- Hidrografía doméstica (2004, Entropía)
- Hélice (2010, Entropía)
- Peso estructural (2017, Entropía)

### Filmografía
- Resfriada (2008)
- Cocina (2009)
- Invernadero (2010)
- Dioramas (2012)

## Premios
- 2008: Mejor Dirección en la Competencia Argentina del BAFICI por Resfriada.[12]
- 2010: Mejor Dirección en la Competencia Argentina del BAFICI por Invernadero.[13]